# Michael Brian Schiffer
Michael Brian Schiffer (* 4. Oktober 1947 in Winnipeg, Manitoba) ist ein US-amerikanisch-kanadischer Archäologe und Anthropologe. Er lehrte vier Jahrzehnte am Department of Anthropology bzw. der School of Anthropology der University of Arizona und gilt als einer der Mitbegründer der Behavioral Archaeology. Neben diesem Forschungsschwerpunkt gilt sein Interesse der historischen Elektronik des 19. Jahrhunderts und deren technologischem Wandel.

## Leben

### Jugend, Studium und erste berufliche Erfahrungen
Schiffer wurde 1947 im kanadischen Winnipeg geboren. Sein Vater bewirtschaftete zusammen mit seinen Eltern und Geschwistern eine kleine Farm und züchtete Geflügel. Nachdem bereits andere Mitglieder der weitverzweigten Schiffer-Familie in die Vereinigten Staaten immigriert waren, entschieden sich auch Schiffers Eltern, ihr Glück dort zu versuchen. Sie ließen sich 1953 in Los Angeles, Kalifornien nieder. Schiffer ging im Stadtteil Crenshaw zur Schule und besuchte hierbei die Audubon Junior High School und die Dorsey High School. Nach Beendigung der Schule studierte er ab Juni 1965 Chemie an der University of California, Los Angeles (UCLA). Als Sophomore wechselte er sein Studienfach und wandte sich der Anthropologie zu. Im Sommer 1968 nahm er an der Southwest Expedition des Field Museum of Natural History in Vernon, Arizona teil. 1969 erhielt er einen Bachelor of Arts summa cum laude an der UCLA. Schiffer setzte nun sein Studium an der University of Arizona fort, wo er 1972 seinen Master of Arts erhalten sollte. In den Sommern der Jahre 1969 bis 1971 kehrte er erneut nach Vernon zurück. Daraus resultierende Daten flossen in seine Dissertation mit dem Titel Cultural Formation Processes of the Archaeological Record: Applications at the Joint Site, East-Central Arizona., die er nun schrieb, ein. Im August 1973 erfolgte ihre Disputation und Schiffers Promotion. Noch im August desselben Jahres zogen Schiffer und seine Frau nach Fayetteville, Arkansas, wo Schiffer für die Arkansas Archeological Survey zu arbeiten begann, so nahm er unter anderem an dem Cache River Archeological Project (CRAP) teil.
Schiffer ist seit 1968 verheiratet. Aus der Ehe gingen zwei Söhne hervor. Sein ältester Sohn, Adam Joseph Schiffer, ist Politikwissenschaftler und lehrt als Assistant Professor an der Texas Christian University in Fort Worth, Texas.

### Akademische Lehrtätigkeit
Im August 1975 wechselte er an die University of Arizona und wurde dort Assistant Professor am Department of Anthropology. 1979 wurde er Associate Professor und erstellte zusammen mit Randall H. McGuire für das Bureau of Land Management einen archäologischen Überblick des südwestlichen Arizona. 1982 wurde er Professor. Ab 1983 engagierte er sich im Aufbau des Laboratory of Traditional Technology, welches an der University of Arizona die adäquate Ausrüstung von Archäologiestudenten für deren Experimente und Feldforschung sicherstellen soll. In den späten 1980er Jahren begann sich Schiffer, angespornt von W. David Kingery, mit historischer Elektronik (des 19. Jahrhunderts) und deren technologischem Wandel zu befassen. Daneben kam er durch Patrice Teltser, welche von 1992 bis 1995 Gastdozentin (Visiting Scholar) im Laboratory of Traditional Technology war, in Berührung mit den Theorien der Evolutionary Archaeology und sah Überschneidungen zu seinen Arbeiten zu der Behavioral Archaeology. Die nächsten Jahre befasste er sich mit der Entwicklung einer übergreifenden Theorie für diese beiden Strömungen. Dies resultierte 1998 in seinem Buch The Material Life of Human Beings: Artifacts, Behavior, and Communication.
Nach der Emeritierung von William A. Longacre folgte Schiffer diesem 2004 als Fred A. Riecker Distinguished Professor nach. Schiffer selbst emeritierte 2014 und wurde von Steve Kuhn abgelöst.

## Auszeichnungen
Das 1994 erschienene Buch The Electric Automobile in America gewann 1995 den Cugnot Award of Distinction der Society of Automotive Historians und war für den Pulitzer-Preis nominiert.

## Veröffentlichungen (Auswahl)
- Michael B. Schiffer: Behavioral Archeology. (1976, Academic Press. 2002 durch Percheron Press neuaufgelegt)
- Michael B. Schiffer, William L. Rathje: Archaeology. (1982, Harcourt Brace Jovanovich.)
- Randall H. McGuire, Michael B. Schiffer: Hohokam and Patayan: The Prehistory of Southwestern Arizona. (1982, Academic Press. New York)
- Michael B. Schiffer: Formation Processes of the Archaeological Record. (1987, University of New Mexico Press, Albuquerque.)
- Michael B. Schiffer: The Portable Radio in American Life. (1991, University of Arizona Press, Tucson.)
- Michael B. Schiffer: Technological Perspectives on Behavioral Change. (1992, University of Arizona Press, Tucson.)
- Michael B. Schiffer [Hrsg.]: Behavioral Archaeology: First Principles. (1995, University of Utah Press, Salt Lake City.)
- Tamara C. Butts, Kimberly K. Grimm, Michael B. Schiffer: Taking Charge: The Electric Automobile in America. (1994, Smithsonian Institution Press, Washington DC.)
- Michael B. Schiffer, Andrea R. Miller: The Material Life of Human Beings: Artifacts, Behavior, and Communication. (1999, Routledge, London.)
- Michael B. Schiffer [Hrsg.]: Social Theory in Archaeology. (2000, University of Utah Press, Salt Lake City.)
- Michael B. Schiffer [Hrsg.]: Anthropological Perspectives on Technology. (2001, University of Utah Press, Salt Lake City.)
- Michael B. Schiffer, Kacy L. Hollenback, Carrie L. Bell: Draw the Lightning Down: Benjamin Franklin and Electrical Technology in the Age of Enlightenment. (2003, University of California Press, Berkeley.)
- Michael B. Schiffer, Michael J. O’Brien, R. Lee Lyman: Archaeology as a Process: Processualism and its Progeny. (2005, University of Utah Press, Salt Lake City.)
- Michael B. Schiffer, James M. Skibo; People and Things: a Behavioral Approach to Material Culture. (2008, Springer, New York.)
- Michael B. Schiffer: Power Stuggles: Scientific Authority and the Creation of Practical Electricity Before Edison. (2008, MIT Press, Cambridge, MA.)